# Aguacate Maluma
El aguacate o palta Maluma (Persea americana Mill. cv. Maluma) es una variedad comercial de aguacate desarrollada en Sudáfrica. Se comercializa simplemente como Maluma, pero a veces también como Maluma Hass por su similitud con la conocida variedad Hass. Su nombre proviene de la granja Maluma, propiedad del agricultor sudafricano Sr. Dries Joubert en  Levubu, Limpopo.
La variedad de aguacate Maluma es grande con un peso que varía entre los 150 y los 400 g, comúnmente entre los 250 y los 300 g. Su piel es de color púrpura oscura a completamente negra cuando está maduro.

## Historia
El aguacate Maluma fue descubierto por el Sr. A. G. Dries Joubert en su granja Maluma en la región de Levubu en el norte de Sudáfrica a principios de los años 90. Fue descrita por el Sr. Joubert quien observó su tamaño proporcionalmente más grande, precocidad y alto rendimiento en comparación con los demás árboles cultivados en su huerto de la variedad comercial 'Hass'.
El Sr. Joubert trasladó muestras de Maluma al vivero Allesbeste en Sudáfrica, un vivero de aguacate que se especializa en la reproducción de árboles de aguacate asexualmente utilizando un método patentado llamado microclonación, para investigar su singularidad y su viabilidad comercial. En Allesbeste se realizaron pruebas de campo semicomerciales y se descubrió que la fruta era lo suficientemente única y comercialmente viable para declararla como una nueva variedad de aguacate. Hasta este punto, la fruta se denominaba informalmente 'Dries Hass' (del primer nombre del Sr. Joubert) y se vendía simplemente como 'Hass'. El vivero procedió a nombrar formalmente como Maluma porque así se llamaba la granja donde fue descubierto y también se le otorgó un derecho de obtentor en Sudáfrica el 7 de noviembre de 2004. Las autoridades sudafricanas le otorgaron el estado de exportación bajo su propio nombre en 2006, después de lo cual se reveló al mundo internacional del aguacate en el VI Congreso Mundial del Aguacate celebrado en Viña del Mar, Chile en 2007. Tras esto, Maluma se ha plantado en la mayoría de las regiones productoras de aguacate del mundo y se le ha otorgado protección vegetal registrada en la muchos de esos países, mientras que en otros todavía está pendiente.

## Características botánicas
Maluma fue descubierto como una plántula casual y debido a que no se originó a partir de un programa de mejoramiento, se desconoce el origen del cultivar. Sin embargo, parece estar relacionado con variedades guatemaltecas con algunas características genéticas mexicanas. Los árboles de Maluma producen flores de tipo A. El árbol es un cultivador lento y erguido a la vez que precoz. Habitualmente tiende a la ramificación axial irregular. Los frutos,  piriformes, pesan entre los 150 y los 400 g, alcanzando un máximo de 250 a 300 g con un  pedicelo asimétrico. Los frutos son verdes en etapa de crecimiento y se vuelven de color negro púrpura oscuro cuando están maduros. La piel de la fruta es áspera y arrugada.

## Idoneidad para cultivos de alta densidad

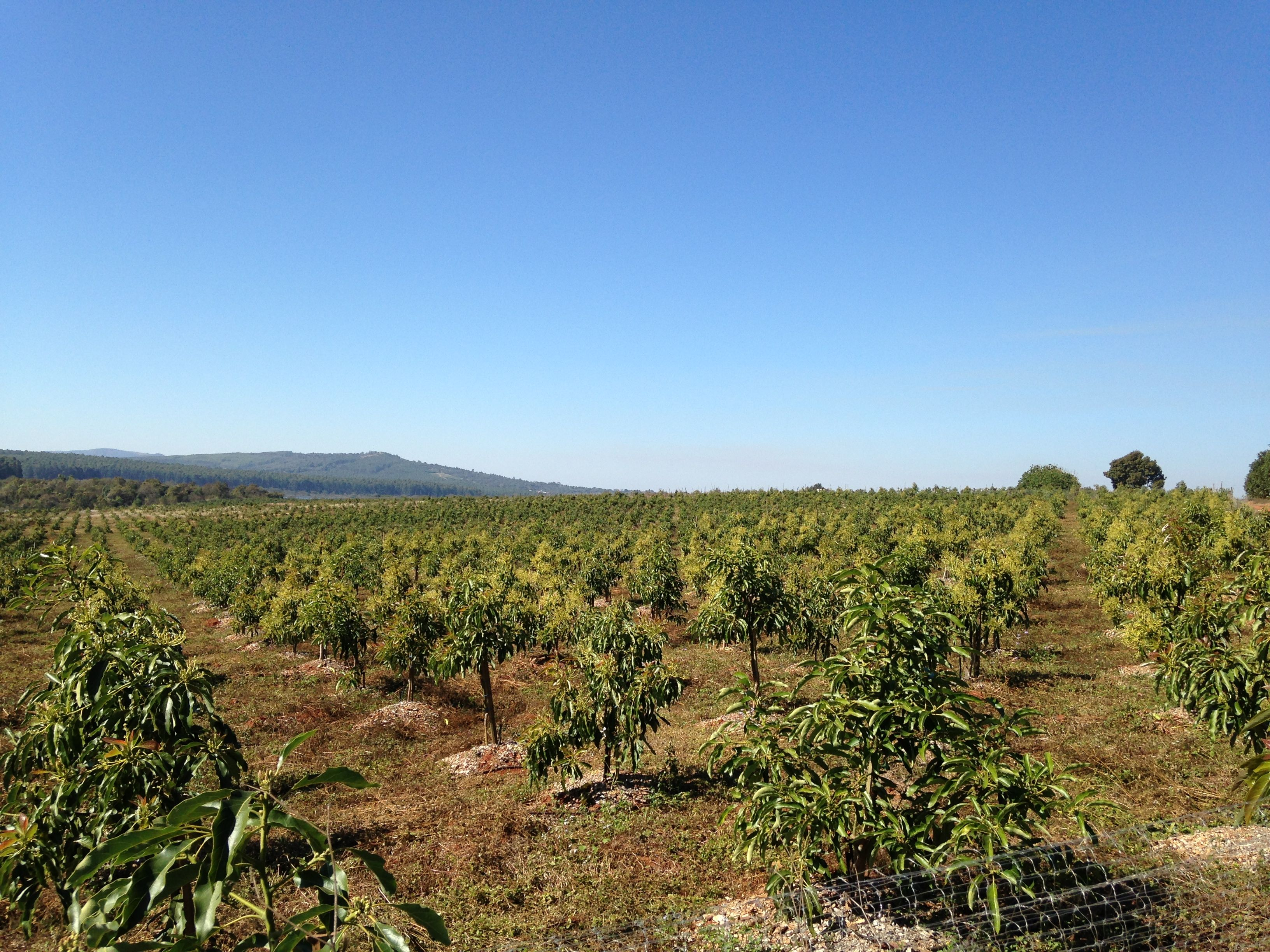
Huerto de alta densidad (plantado 2.5 × 2.5 m) con variedades Maluma en Sudáfrica.

Debido a que los árboles Maluma tienden a crecer más lentamente y, por lo tanto, más compactamente en comparación con los árboles Hass, junto con su facilidad de poda y su potencial de  rendimiento relativamente alto lo hacen muy adecuado para prácticas de cultivo de alta densidad.